# Scurzolengo
Scurzolengo (piemontiul: Scurslengh) település Olaszországban, Piemont régióban, Asti megyében. Lakosainak száma 506 fő (2023. január 1.). Scurzolengo Calliano, Castagnole Monferrato és Portacomaro községekkel határos.

## Népesség
A település lakossága az elmúlt években az alábbi módon változott:
| Lakosok száma | 535  | 535  | 506  |
|               | 2017 | 2018 | 2023 |